# Polycyrtus leucostomus
Polycyrtus leucostomus là một loài tò vò trong họ Ichneumonidae.